# Kalsmunt
Kalsmunt es un cono volcánico de Westerwald, Alemania. Situado casi en la ciudad de Wetzlar. En su cima, se encuentra el viejo castillo, que data hacia el año 800. 